# James F. McDowell

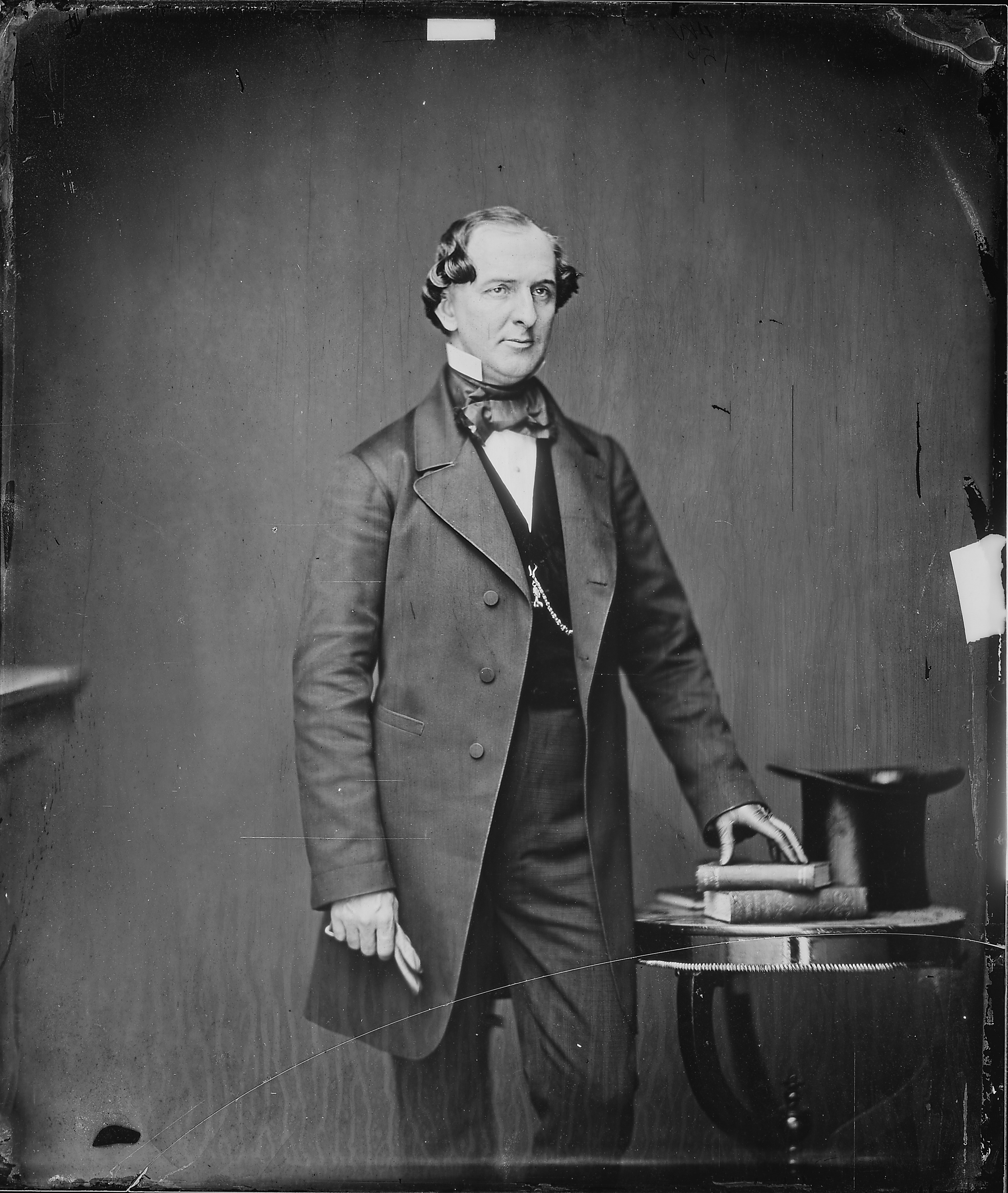
James F. McDowell

James Foster McDowell (* 3. Dezember 1825 im Mifflin County, Pennsylvania; † 18. April 1887 in Marion, Indiana) war ein US-amerikanischer Politiker. Zwischen 1863 und 1865 vertrat er den Bundesstaat Indiana im US-Repräsentantenhaus.

## Werdegang
1835 zog James McDowell mit seinen Eltern nach Ohio, wo er die öffentlichen Schulen besuchte. Danach arbeitete er in einer Druckerei. Nach einem anschließenden Jurastudium und seiner 1846 erfolgten Zulassung als Rechtsanwalt begann er in diesem Beruf zu arbeiten. Im Jahr 1848 war McDowell Staatsanwalt im Darke County. Ab 1851 war er in Marion (Indiana) ansässig, wo er als Anwalt praktizierte. Außerdem gründete er im Jahr 1851 die Zeitung „Marion Journal“.
Politisch war McDowell Mitglied der Demokratischen Partei. Bei den Kongresswahlen des Jahres 1862 wurde er im elften Wahlbezirk von Indiana in das US-Repräsentantenhaus in Washington, D.C. gewählt, wo er am 4. März 1863 die Nachfolge von John Shanks antrat. Da er im Jahr 1864 dem Republikaner Thomas N. Stilwell unterlag, konnte er bis zum 3. März 1865 nur eine Legislaturperiode im Kongress absolvieren, die von den Ereignissen des Bürgerkrieges bestimmt war.
Nach seinem Ausscheiden aus dem US-Repräsentantenhaus arbeitete James McDowell wieder als Rechtsanwalt in Marion. Im Jahr 1876 war er Delegierter zur Democratic National Convention in St. Louis, auf der Samuel J. Tilden als Präsidentschaftskandidat nominiert wurde. Er starb am 18. April 1887.